# Freiherr von Scheurl’sche Bibliothek
Die Scheurlbibliothek (auch Scheurl’sche Bibliothek) ist eine Nürnberger Büchersammlung, die zeitweise im Germanischen Nationalmuseum untergebracht war und sich heute überwiegend in Privatbesitz befindet. Kern der Sammlung ist  die Studien- und Gelehrtenbibliothek des Juristen Dr. Christoph II. Scheurl (1481–1542), die ursprünglich ca. 600 Bände umfasste.

## Bestandsgeschichte
Der humanistisch gebildete, mit zahlreichen Zeitgenossen im In- und Ausland in reger Verbindung stehende Jurist Dr. Christoph Scheurl sammelte von seiner Studentenzeit in Bologna bis zu seinem Tod als Ratskonsulent der Reichsstadt Nürnberg eine stattliche Bibliothek. Die höchste Bandnummer war 605. Zahlreiche Drucke sind in umfangreichen Sammelbänden vereinigt (bis zu 48 Einheiten in einem Band). Ein Teil der Bände ging, gegen den testamentarischen Willen des Sammlers, durch Erbteilungen verloren. Christian Scheurl (1601–1677) kaufte etliche Werke zurück und ergänzte den Bestand durch einige Schriften bis zum Druckjahr 1599.
In der Folgezeit kam ein (wohl geringer) Teil infolge Benutzung durch studentische Familienmitglieder abhanden. Einige wenige Stücke gab der seinerzeitige Stiftungsadministrator während der Inflationszeit nach dem Ersten Weltkrieg an deutsche wissenschaftliche Einrichtungen ab, um dringende Erhaltungsarbeiten am Familienhaus in Nürnberg zu ermöglichen. Einzelheiten dazu fehlen, da die Unterlagen 1945 verbrannten. Einige Verluste brachten unzuverlässige Entleiher und die Zerstörung des Nürnberger Familien-Stammhauses durch einen Luftangriff am 2. Januar 1945. Der Nachweis zu einigen Stücken aus der Studienbibliothek Scheurls konnte in europäischen und außereuropäischen Bibliotheken erbracht werden.
Härter traf der Bombenschaden eine sogenannte Jüngere Bibliothek der Scheurl. Diese befindet sich im Besitz einer Familienstiftung, die von Christoph von Scheurl (1666–1740) gegründet wurde. Die Bibliothek hatte 3278 Nummern umfasst und war wegen Verweigerung von Verpackungsmaterial und Laderaum für alle später als 1540 gedruckten Bücher seitens der Stadtbibliothek, wo die Bücher 1890 unter Eigentumsvorbehalt hinterlegt worden waren, wieder im Haus in der Burgstraße eingelagert. Lediglich 203 Bde. dieser Sammlung (fast alle aus dem 17. und 18. Jh.) blieben dadurch erhalten, dass sie 1932 an das Landeskirchliche Archiv der Evangelisch-Lutherischen Kirche in Bayern abgegeben worden waren. Neun weitere erhalten gebliebene Bände wurden in einer Ergänzungsliste der älteren Bibliothek beigestellt. Der Bandkatalog der gesamten „Jüngeren Bibliothek“ steht im Scheurl-Archiv.

## Bestandsbeschreibung
Der Bestand umfasst 418 Bde. mit 2979 Titeln. 220 Einheiten sind Inkunabeln, 2748 entstammen dem 16. Jh., 5 Einheiten gehören dem 17. Jh., 5 dem 18. Jh., eine dem 19. Jh. an. 20 Bde. enthalten außer Drucken auch Handschriften des 15. und 16. Jhs. 116 Bde. sind Folianten, 77 Kleinfolio, 154 Quart, 71 Octav und Duodez. 1540 Titel sind lateinisch verfasst, 1300 sind deutsch, rund 100 italienisch.
Eine Aufschlüsselung der Hauptthemenbereiche und die Nennung der besonders häufig erscheinenden Autoren deuten an, in welche Richtungen das Interesse des in diplomatischen Aufträgen seiner Vaterstadt weitgereisten, die theologischen und juristischen Auseinandersetzungen der Zeit kritisch verfolgenden Gelehrten ging. Für die Zeit bezeichnend sind sowohl seine Nachrichtensammlung über die geographischen Neuentdeckungen als auch die hohe Zahl astrologischer Texte. Eng mit seiner beruflichen Tätigkeit verbunden sind zahlreiche Schriften zur aktuellen Staats- und Kirchenpolitik. Christoph Scheurl war nicht nur Sammler, er ist auch als Autor mit 23 Titeln, hauptsächlich aus dem Gebiet der Jurisprudenz, im Bestand vertreten.
Zur Rechtswissenschaft gehören 633 Einheiten, zu Theologie (und Philosophie) 1504. Aus dem Bereich der Geschichte einschließlich klassischer Autoren stammen 233, aus der Zeitgeschichte der ersten Hälfte des 16. Jhs. 936, aus Geographie und Naturwissenschaften 84 Werke. Medizin findet sich in 35 Schriften. 88 astrologische Texte, 8 Schriften über Kunst einschließlich Musik sind ebenso bezeichnend wie die geringe Zahl unmittelbar das Militärwesen betreffende Werke.
Besonders zahlreich sind Werke von
- Baldus Perusinus (28)
- Philipp Beroaldus (10)
- Andreas Bodenstein von Karlstadt (19)
- Joachim Camerarius (10)
- Johannes Cochläus (43)
- Johann Eck (21)
- Erasmus von Rotterdam (109)
- Flacius Illyricus (ca. 10)
- Alexander de Imola (21)
- Martin Luther (319)
- Jason de Mayno (17)
- Philipp Melanchthon (52)
- Johannes Oecolampadius (22)
- Bartholomäus Socinus (26)
- Georg Witzel/Wicelius (29)
- Huldrych Zwingli (10)